# Luge nos Jogos Olímpicos de Inverno de 2006 - Duplas
A competição de duplas de luge nos Jogos Olímpicos de Inverno de 2006 foi disputado no dia 15 de fevereiro.

## Medalhistas
| Ouro   | AUT Andreas Linger e Wolfgang Linger            |
| Prata  | GER André Florschütz e Torsten Wustlich         |
| Bronze | ITA Gerhard Plankensteiner e Oswald Haselrieder |

## Resultados
| Pos. | Atleta                                          | 1ª corrida | 2ª corrida | Total    | Dif   |
|      | AUT Andreas Linger & Wolfgang Linger            | 47.028     | 47.469     | 1:34.497 | —     |
|      | GER André Florschütz & Torsten Wustlich         | 47.141     | 47.666     | 1:34.807 | 0.310 |
|      | ITA Gerhard Plankensteiner & Oswald Haselrieder | 47.236     | 47.694     | 1:34.930 | 0.433 |
| 4    | AUT Markus Schiegl & Tobias Schiegl             | 47.108     | 47.843     | 1:34.951 | 0.454 |
| 5    | ITA Patrick Gruber & Christian Oberstolz        | 47.620     | 47.336     | 1:34.956 | 0.459 |
| 6    | GER Patric Leitner & Alexander Resch            | 47.198     | 47.762     | 1:34.960 | 0.463 |
| 7    | LAT Andris Sics & Juris Sics                    | 47.353     | 47.761     | 1:35.114 | 0.617 |
| 8    | USA Preston Griffall & Dan Joye                 | 47.722     | 47.688     | 1:35.410 | 0.913 |
| 9    | CAN Chris Moffat & Mike Moffat                  | 47.715     | 47.826     | 1:35.541 | 1.044 |
| 10   | CAN Grant Albrecht & Eric Pothier               | 47.478     | 48.083     | 1:35.561 | 1.064 |
| 11   | RUS Mihail Kuzmitch & Jury Veselov              | 47.556     | 48.094     | 1:35.650 | 1.153 |
| 12   | JPN Goro Hayashibe & Masaki Toshiro             | 48.067     | 47.793     | 1:35.860 | 1.363 |
| 13   | SVK Lubomir Mick & Walter Marx                  | 48.412     | 47.857     | 1:36.269 | 1.772 |
| 14   | UKR Andriy Kis & Yuriy Hayduk                   | 48.850     | 48.327     | 1:37.177 | 2.680 |
| 15   | ROU Eugen Radu & Marian Lăzărescu               | 49.526     | 48.357     | 1:37.883 | 3.386 |
| 16   | CZE Antonin Broz & Lukas Broz                   | 49.415     | 48.697     | 1:38.112 | 3.615 |
| 17   | POL Marcin Piekarski & Krzysztof Lipinski       | 49.829     | 48.616     | 1:38.445 | 3.948 |
| 18   | ROU Cosmin Chetroiu & Ionuţ Ţăran               | 48.625     | 50.968     | 1:39.593 | 5.096 |
|      | UKR Oleg Zherbetskyy & Roman Yazvinskyy         | 50.897     | DNS        |          |       |
|      | USA Mark Grimmette & Brian Martin               | DNF        |            |          |       |
|      | RUS Vladimir Boitsov & Dmitriy Khamkin          | DNF        |            |          |       |

Legenda
| Recorde mundial      | Recorde mundial (World record)               |                       | Recorde africano                      | Recorde africano (African) |                                           | Q | Classificado por posição (Qualified) |
| Recorde olímpico     | Recorde olímpico (Olympic record)            | Recorde da América    | Recorde da América (Americas)         | q                          | Classificado por melhor tempo (Qualified) |   |                                      |
| Melhor marca do ano  | Melhor marca do ano (World leading)          | Recorde asiático      | Recorde asiático (Asian)              | DNS                        | Não largou (Did not start)                |   |                                      |
| Recorde nacional     | Recorde nacional (National record)           | Recorde europeu       | Recorde europeu (European)            | DNF                        | Não terminou (Did not finish)             |   |                                      |
| Recorde pessoal      | Recorde pessoal do atleta (Personal best)    | Recorde da Oceania    | Recorde da Oceania (Oceania)          | DSQ / DQ                   | Desclassificado (Disqualified)            |   |                                      |
| Recorde da temporada | Recorde da temporada do atleta (Season best) | Recorde sul-americano | Recorde sul-americano (South America) | NM                         | Sem marca (No mark)                       |   |                                      |